# (9554) Dumont
(9554) Dumont est un astéroïde de la ceinture principale, de la famille de Hungaria.

## Description
(9554) Dumont est un astéroïde de la ceinture principale, de la famille de Hungaria. Il présente une orbite caractérisée par un demi-grand axe de 1,91 UA, une excentricité de 0,05 et une inclinaison de 24,9° par rapport à l'écliptique.

## Compléments